# Аль-Хасан Аль-Ямі
Аль Хасан Аль-Ямі (араб. الحسن اليامي; нар. 21 серпня 1972) — саудівський футболіст, що грав на позиції нападника.
Виступав, зокрема, за клуби «Аль-Іттіхад» та «Наджран», а також національну збірну Саудівської Аравії.

## Клубна кар'єра
У дорослому футболі дебютував 1995 року виступами за команду клубу «Наджран», в якій провів один сезон.
Своєю грою за цю команду привернув увагу представників тренерського штабу клубу «Аль-Іттіхад», до складу якого приєднався 1996 року. Відіграв за саудівську команду наступні дев'ять сезонів своєї ігрової кар'єри.
У 2005 році повернувся до клубу «Наджран», за який відіграв 6 сезонів. Завершив професійну кар'єру футболіста виступами за команду «Наджран» у 2011 році.

## Виступи за збірну
У 2000 році дебютував в офіційних матчах у складі національної збірної Саудівської Аравії. Протягом кар'єри у національній команді, яка тривала 3 роки, провів у формі головної команди країни 13 матчів, забивши 5 голів.
У складі збірної був учасником чемпіонату світу 2002 року в Японії і Південній Кореї.

## Титули і досягнення
- Переможець Кубка націй Перської затоки: 2002